# Embata commensalis
Embata commensalis är en hjuldjursart som först beskrevs av Western 1893.  Embata commensalis ingår i släktet Embata och familjen Philodinidae. Arten är reproducerande i Sverige. Inga underarter finns listade i Catalogue of Life.